# Wango Tango
O iHeartRadio Wango Tango, mais conhecido como Wango Tango, é um concerto anual de um dia inteiro produzido pela estação de rádio de Los Angeles, a KIIS-FM. A série de shows já foi realizada em vários locais no sul da Califórnia, incluindo o Dodger Stadium em Los Angeles, o Rose Bowl em Pasadena, o Angel Stadium em Anaheim, o Verizon Wireless Amphitheatre em Irvine, o Staples Center em Los Angeles e o StubHub Center (antigo Home Depot Center) em Carson, Califórnia.
A série de concertos é conhecida por apresentar vários artistas de destaque em uma série de shows ao longo do dia. Muitas vezes, celebridades notáveis estão presentes para apresentar cada atração. O conceito do concerto foi idealizado pelo então diretor de marketing Von Freeman e pelo gerente geral da KIIS FM na época, Roy Laughlin.
Os artistas são listados em ordem alfabética (ou, se conhecido, em ordem inversa de apresentação na noite).

O concerto não foi realizado em 2020 e 2021 devido a pandemia de Covid-19.